# Лимець
Ли́мець (болг. Лимец) — село в Кирджалійській області Болгарії. Входить до складу общини Крумовград.

## Населення
За даними перепису населення 2011 року у селі проживали 57 осіб, з них 8 осіб (88,9%) — болгари.
Розподіл населення за віком у 2011 році:
Динаміка населення: